# Дорогушино (Ярославская область)
Дорогушино — деревня в Погорельском сельском округе Глебовского сельского поселения Рыбинского района Ярославской области.
Деревня расположена к юго-востоку от центра сельского округа, села Погорелка. Здесь, среди в целом лесной местности существует относительно большое поле, на котором расположились небольшие деревни. Просёлочная дорога из Погорелки в юго-восточном направлении через Дуброво идёт на деревню Барбино, далее на Угольницу и Терентьевскую. Деревня Дорогушино стоит к северо-востоку от этой дороги между Дуброво и Барбино. Севернее Дорогушино стоит деревня Санино, а к востоку Лютново. К юго-западу от Дорогушино, через дорогу Дуброво—Барбино стоит деревня Истомино .
Деревня Дорогошина указана на плане Генерального межевания Рыбинского уезда 1792 года.
На 1 января 2007 года в деревне не числилось постоянных жителей . Почтовое отделение, расположенное в центре сельского округа, селе Погорелка, обслуживает в деревне Дорогушино 4 дома .